# Ibrahim Maza
Ibrahim Maza (Berlijn, 24 november 2005) is een Algerijns-Duits voetballer die doorgaans speelt als middenvelder. In juli 2025 verruilde hij Hertha BSC voor Bayer Leverkusen. Maza maakte in 2024 zijn debuut in het Algerijns voetbalelftal.

## Clubcarrière
Maza speelde in de jeugd van Reinickendorfer Füchse en werd in 2018 opgenomen in de opleiding van Hertha BSC. Na een aantal wedstrijden in het belofteteam tekende de middenvelder eind april 2023 zijn eerste professionele contract bij de club, tot medio 2026. Drie dagen later maakte hij zijn officiële debuut in het eerste elftal. Door doelpunten van Serge Gnabry en Kingsley Coman werd met 2–0 verloren van Bayern München. Maza mocht van coach Pál Dárdai in e tweede helft invallen voor Maximilian Mittelstädt. Een kleine maand later mocht hij ook tegen VfL Wolfsburg invallen. Die ploeg stond op voorsprong door een treffer van Jakub Kamiński, maar Maza maakte na rust op aangeven van Lucas Tousart gelijk. Door een doelpunt van Marco Richter won Hertha met 1–2.
Aan het einde van het seizoen 2022/23 degradeerde Hertha naar de 2. Bundesliga. Maza tekende in augustus 2024 een nieuw contract bij de club, tot medio 2027. Tijdens het seizoen 2024/25 kreeg de middenvelder overwegend een basisplaats van achtereenvolgens Cristian Fiél en Stefan Leitl, de coaches dat jaar. Maza werd in mei 2025 aangekondigd door Bayer Leverkusen als nieuwe aanwinst voor het seizoen 2025/26. De Algerijns international zou voor circa twaalf miljoen euro de overstap maken en bij tekende bij zijn nieuwe club een contract voor vijf seizoenen.

## Clubstatistieken
| Seizoen | Club             | Competitie    | Competitie | Competitie | Beker | Beker | Internationaal | Internationaal | Totaal | Totaal |
| Seizoen | Club             | Competitie    | Wed.       | Dlp.       | Wed.  | Dlp.  | Wed.           | Dlp.           | Wed.   | Dlp.   |
| ------- | ---------------- | ------------- | ---------- | ---------- | ----- | ----- | -------------- | -------------- | ------ | ------ |
| 2022/23 | Hertha BSC       | Bundesliga    | 2          | 1          | 0     | 0     | —              | —              | 2      | 1      |
| 2023/24 | Hertha BSC       | 2. Bundesliga | 13         | 1          | 0     | 0     | —              | —              | 13     | 1      |
| 2024/25 | Hertha BSC       | 2. Bundesliga | 33         | 5          | 3     | 2     | —              | —              | 36     | 7      |
| 2025/26 | Bayer Leverkusen | Bundesliga    | 0          | 0          | 0     | 0     | 0              | 0              | 0      | 0      |
| Totaal  | Totaal           | Totaal        | 48         | 7          | 3     | 2     | 0              | 0              | 51     | 9      |

Bijgewerkt op 1 juli 2025.

## Interlandcarrière
Maza maakte zijn debuut in het Algerijns voetbalelftal op 10 oktober 2024, toen een kwalificatiewedstrijd voor het Afrikaans kampioenschap 2025 gespeeld werd tegen Togo. Thibault Kidjé zette Togo op voorsprong, waarna Saïd Benrahma (tweemaal), Houssem Aouar, Amine Gouiri en Mohamed Amoura zorgden voor een ruime Algerijnse overwinning: 5–1. Maza moest van bondscoach Vladimir Petković op de reservebank beginnen en hij viel in de slotminuten in voor Aouar.
| Interlands van Ibrahim Maza voor Algerije | Interlands van Ibrahim Maza voor Algerije | Interlands van Ibrahim Maza voor Algerije | Interlands van Ibrahim Maza voor Algerije | Interlands van Ibrahim Maza voor Algerije | Interlands van Ibrahim Maza voor Algerije | Interlands van Ibrahim Maza voor Algerije |
| №                                         | Datum                                     | Wedstrijd                                 | Uitslag                                   | Competitie                                | Goals                                     |                                           |
| Als speler bij Hertha BSC                 | Als speler bij Hertha BSC                 | Als speler bij Hertha BSC                 | Als speler bij Hertha BSC                 | Als speler bij Hertha BSC                 | Als speler bij Hertha BSC                 | Als speler bij Hertha BSC                 |
| ----------------------------------------- | ----------------------------------------- | ----------------------------------------- | ----------------------------------------- | ----------------------------------------- | ----------------------------------------- | ----------------------------------------- |
| 1                                         | 10 oktober 2024                           | Algerije – Togo                           | 5 – 1                                     | AK 2025 kwalificatie                      |                                           |                                           |
| 2                                         | 25 maart 2025                             | Algerije – Mozambique                     | 5 – 1                                     | WK 2026 kwalificatie                      |                                           |                                           |
| 3                                         | 5 juni 2025                               | Algerije – Rwanda                         | 2 – 0                                     | Vriendschappelijk                         |                                           |                                           |
| 4                                         | 10 juni 2025                              | Zweden – Algerije                         | 4 – 3                                     | Vriendschappelijk                         |                                           |                                           |

Bijgewerkt op 1 juli 2025.